# Antoninus Messala Vivianus
Flavius Antoninus Messala Vivianus war ein spätantiker oströmischer patricius und Konsul Mitte des 5. Jahrhunderts.
Vivianus war von 459 bis 460 praefectus praetorio per Orientem und damit auch vir illustris. Er war als fähiger Verwalter bekannt. Im Jahr 463 wurde Vivianus Konsul; sein Konsulat wurde aber im Westteil des Reiches nicht anerkannt.
Ein Epigramm erwähnt, dass Vivianus Bauarbeiten, wahrscheinlich in Konstantinopel, durchgeführt hat. Um was für ein Gebäude es sich handelt, ist nicht bekannt.
Vivianus war Vater von Paulus, Konsul im Jahr 512, und von Adamantius, Stadtpräfekt von Konstantinopel zwischen 474 und 479.